# Kościół Świętej Urszuli w Kolonii

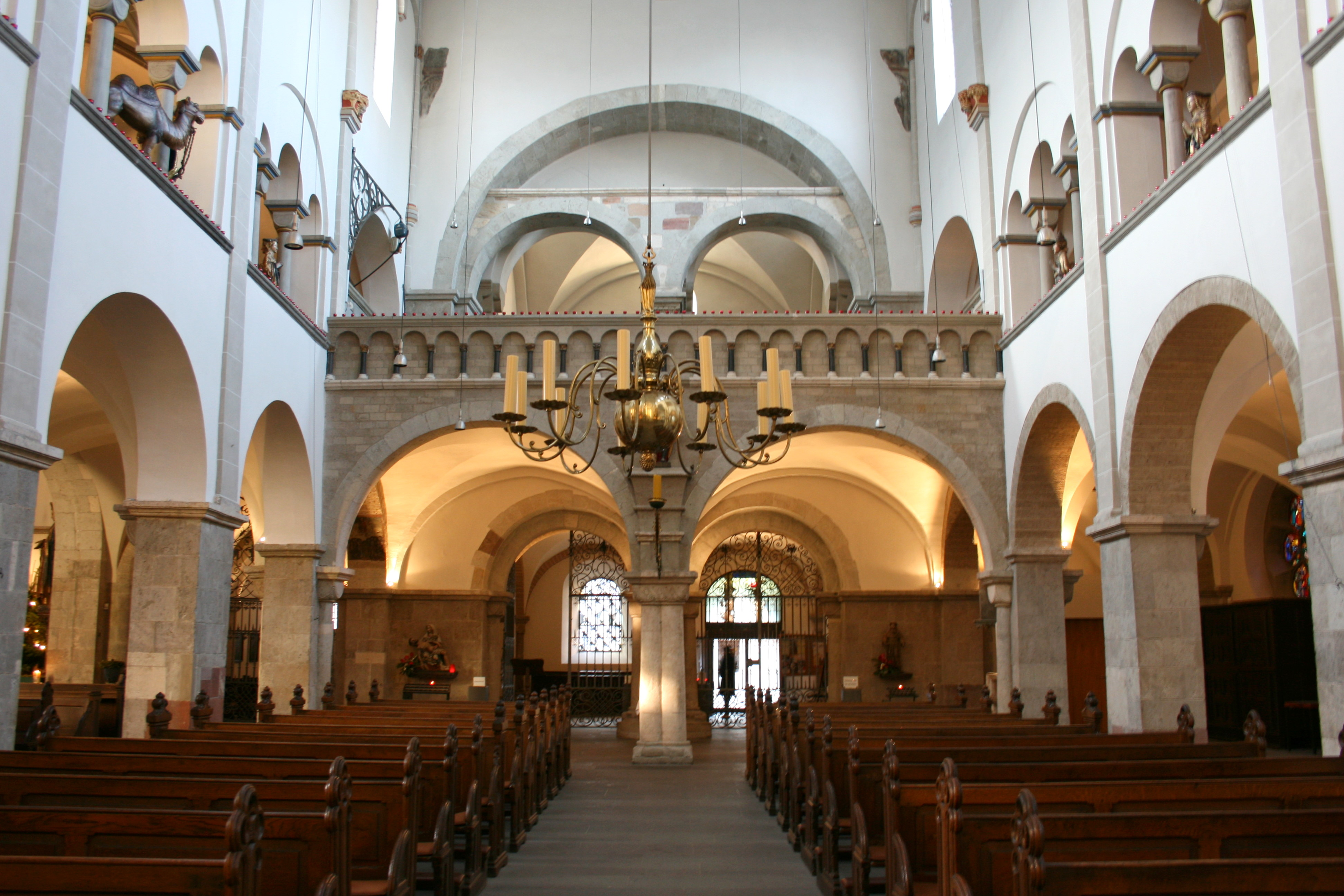
Widok wnętrza w stronę chóru zakonnego

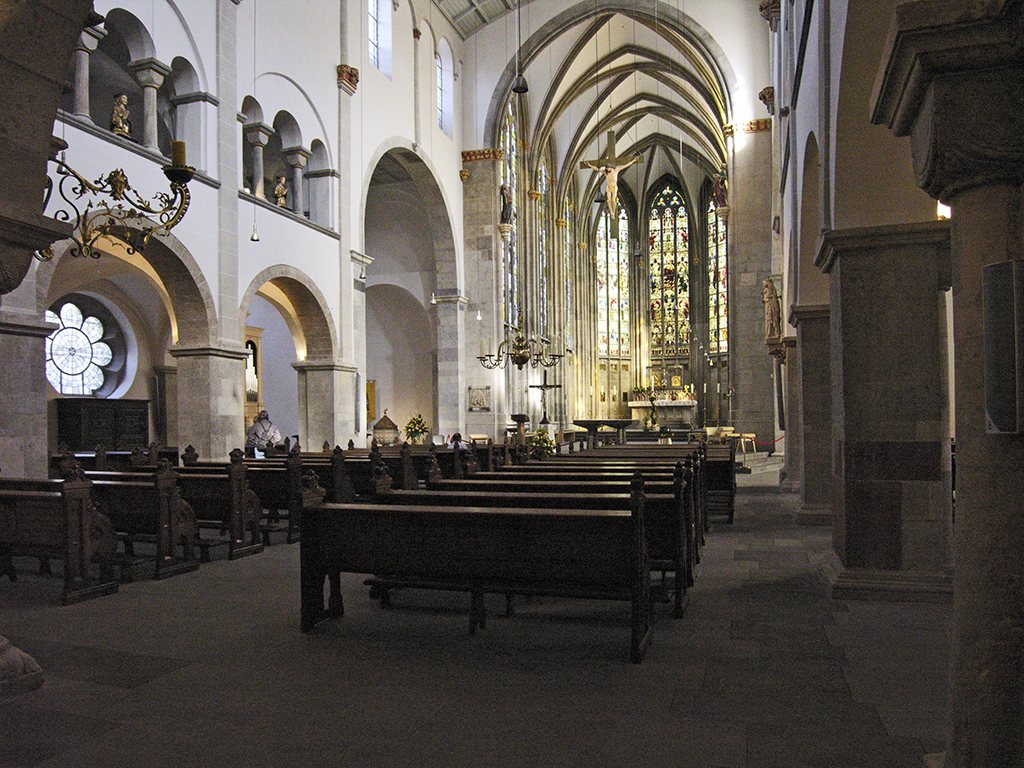
…i prezbiterium

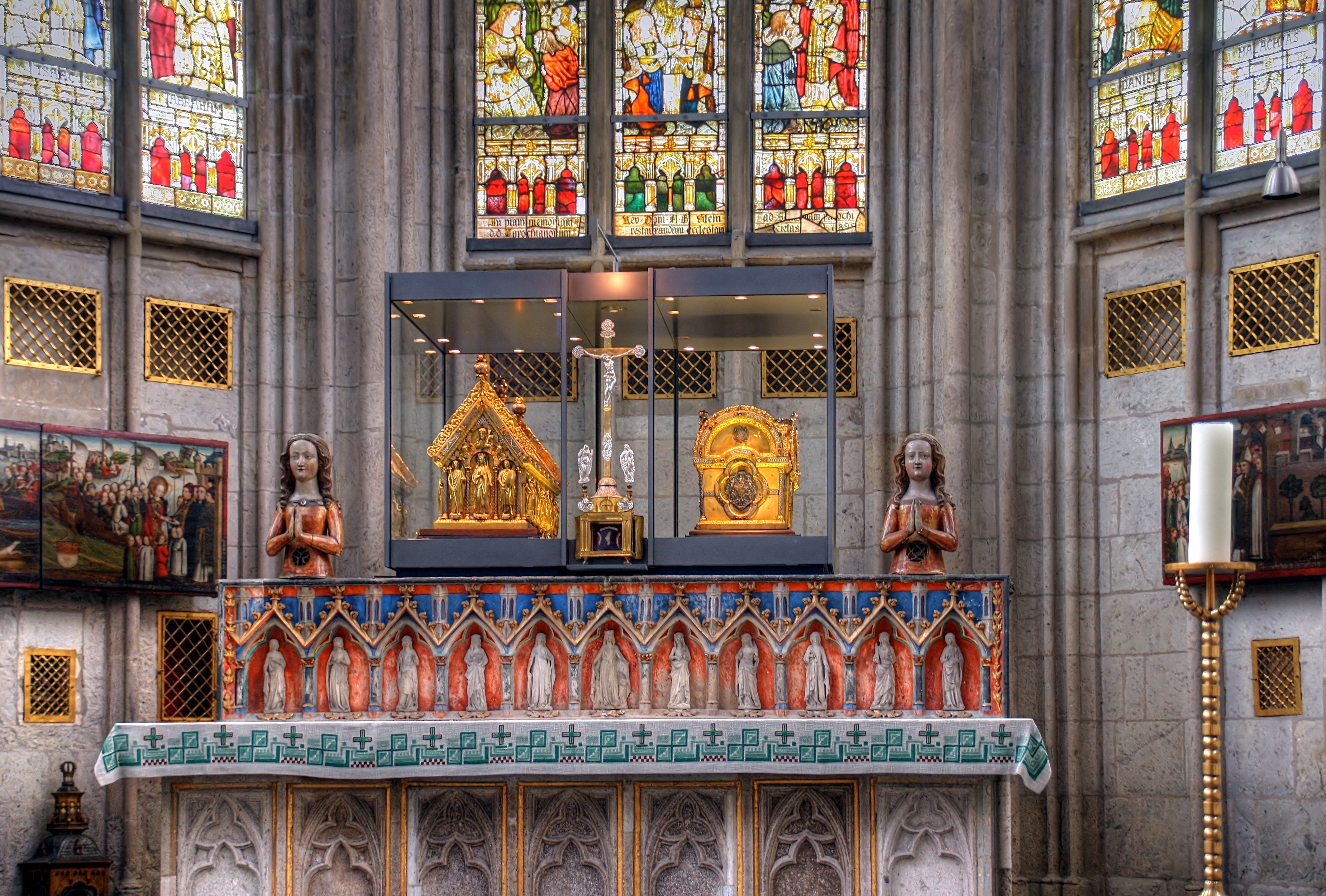
Ołtarz główny

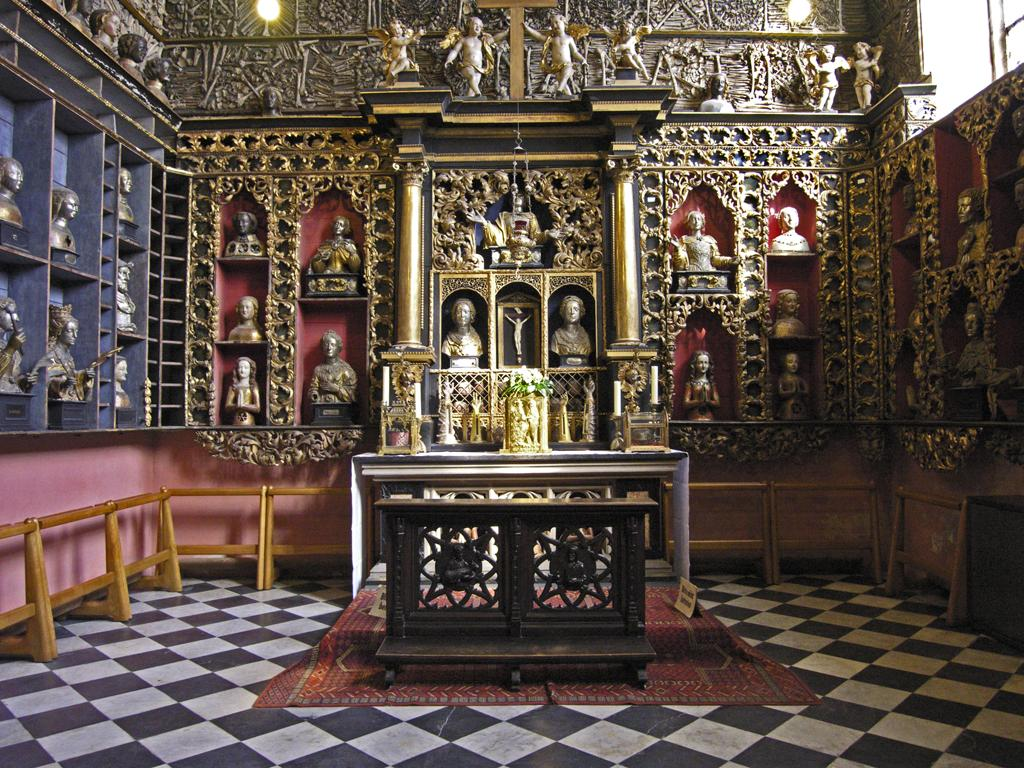
Fragment Złotej Komnaty

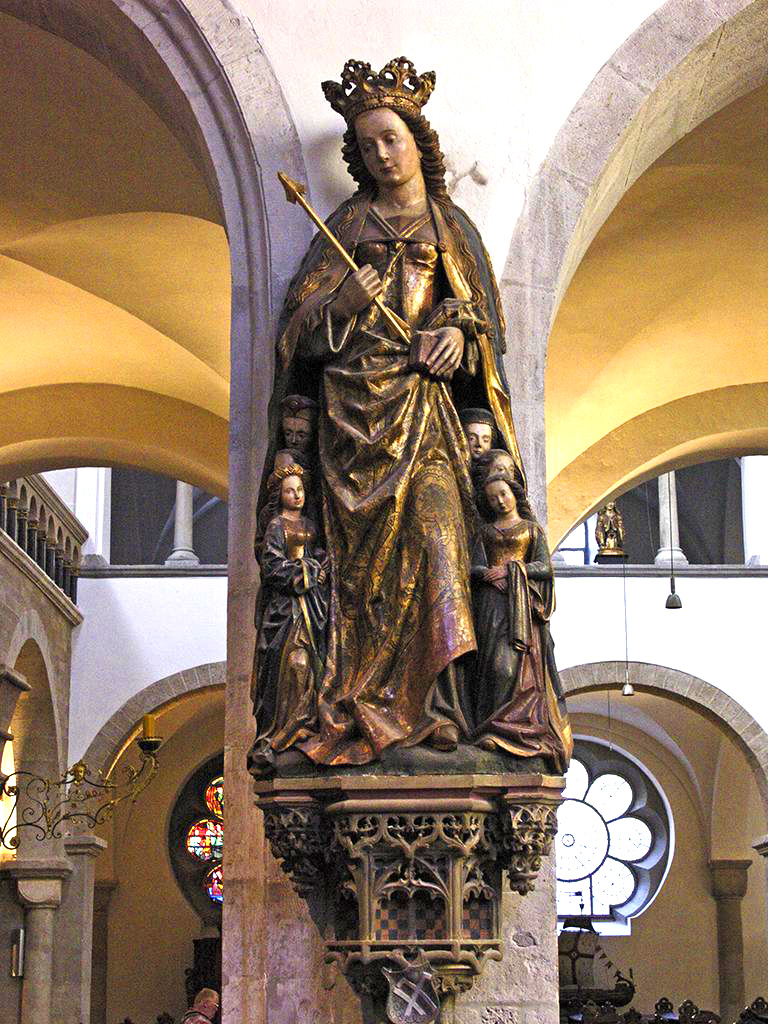
XV-wieczna rzeźba św. Urszuli

Kościół Świętej Urszuli (niem. Sankt Ursula Kirche) – romańsko-gotycki kościół usytuowany w północno-zachodniej części historycznego Starego Miasta Kolonii. 
Świątynia poświęcona św. Urszuli, patronce Kolonii, której relikwie spoczywają w tymże kościele, jest od średniowiecza ważnym ośrodkiem kultu religijnego. Ponadto w przylegającej do kościoła kaplicy nazywanej Złotą Komnatą mieszczą się domniemane relikwie świętych Dziewic, które wraz ze świętą Urszulą męczeńsko zginęły z rąk Hunów w 367 roku w okolicach Kolonii podczas pielgrzymki do Rzymu. 
Istniejąca od IX wieku świątynia w obecnej postaci zachowała romański korpus nawowy i gotyckie prezbiterium. Zachował się cenny wystrój wnętrza, w tym gotyckie rzeźby i obrazy oraz w Złotej Komnacie jeden z największych w Europie zbiorów gotyckich relikwiarzy hermowych.

## Historia
Obszar, gdzie znajduje się obecny kościół, już od IV wieku n.e. był miejscem kultu religijnego. Prawdopodobnie w tym miejscu doszło do męczeńskiej śmierci świętej Urszuli i towarzyszących jej kobiet, według tradycji – jedenastu tysięcy. Zginęły one podczas pielgrzymki z Wysp Brytyjskich do Rzymu u bram Kolonii z rąk Hunów oblegających rzymskie miasto.
Następnie powstał tu cmentarz nazywany później Ager Ursulanus. Rzymski senator Clematiusz podjął decyzję wzniesienia w tym miejscu memorium upamiętniającego to wydarzenie. Była to kaplica na planie centralnym znajdująca się na wysokości dzisiejszego prezbiterium. 
W IX wieku wzniesiono tu kościół w formie trójnawowej bazyliki z transeptem. W latach 881/882 świątynia została zniszczona podczas najazdu Normanów. W roku 922 arcybiskup Herman I (889–924) założył na tym terenie klasztor żeński i sprowadził z Gerresheim zakonnice. W międzyczasie wzniesiono nową świątynię w formie trójnawowej bazyliki. Pięć lat później za zgodą arcybiskupa Wichfrida (924–953) zakonnice otrzymały na własność parafię NMP (St. Maria Ablaß).  
W 1106 roku kościół włączono w obręb murów miejskich. Podczas ich budowy odkrywano kolejne groby, ze względu na duże znaczenie kultu relikwii zabierano szczątki domniemanych jedenastu tysięcy dziewic. W 1121 nabył tu relikwie Norbert z Xanten, a w latach 1145–1164 zakonnicy z opactwa w Deutz. W pierwszej ćwierci XII wieku wzniesiono nowy, romański korpus nawowy (zachowany do dziś) wraz z masywem zachodnim poświęconym przez arcybiskupa Brunona II w 1135 roku. Ówczesny kościół był trójnawową, sześcioprzęsłową bazyliką z emporami, krótkim transeptem, prezbiterium zamkniętym absydą oraz dwupoziomowym masywem zachodnim z wieżą na osi. Nakryta sklepieniem krzyżowym dolna kondygnacja mieściła kruchtę, powyżej znajdował się chór zakonnic (również nakryty podobnymi sklepieniami), z którego odchodziły przejścia zarówno do dawnych zabudowań klasztornych, jak i do empor powyżej naw bocznych. 
Zabudowania klasztorne mieściły się na zachód od kościoła, skupione były wokół czworobocznego wirydarza otoczonego krużgankiem. Typ bazyliki emporowej upowszechnił się w architekturze sakralnej Kolonii, czego przykładem są kościoły św. Piotra (połowa XII w.) i NMP na Lyskirchen (około 1220/1230), nieistniejący kościół św. Jana Chrzciciela (ok. 1200) oraz zachowany fragmentarycznie kościół św. Kolumby (1457–63 i ok. 1500). 
W ostatniej ćwierci XIII wieku wzniesiono gotyckie, nakryte sklepieniem krzyżowo-żebrowym, poligonalnie zamknięte prezbiterium. Podczas przebudowy umieszczono wtórnie w murach pod oknami repozytoria na relikwie. Ponadto od strony południowej dostawiono koleją nawę i kaplicę NMP. Na początku XIV stulecia podwyższono strefę okienną nawy głównej, która otrzymała gotyckie sklepienia z żebrami wspartymi na ozdobnych wspornikach. 
W XV wieku kolońska Rada Miejska i rajca Johann von Hirtz sfinansowali rozbudowę kaplicy NMP, podczas której wyburzono częściowo południowe ramię transeptu. W kaplicy umieszczono monumentalne retabulum z malowidłami pędzla Mistrza Życia Marii ukazującymi Żywot Matki Boskiej (obecnie w Starej Pinakotece w Monachium). Ponadto kościół otrzymał bogaty, późnogotycki wystrój wnętrza. 
W XVII wieku rozbudowano część południową, w której w latach 1643–44 powstała Złota Komnata z licznymi domniemanymi relikwiami towarzyszek świętej Urszuli. Fundatorem Złotej Komnaty był Johann von Crane. Wraz z tą inwestycją wzrosło znaczenie kościoła jako celu pielgrzymek. Ponadto prezbiterium zintegrowano z korpusem, wyburzając gotycką przegrodę chórową. W prezbiterium umieszczono nowy barokowy ołtarz główny. W 1680 w miejscu zniszczonego przez uderzenie pioruna zwieńczenia wieży wzniesiono nowy, barokowy hełm.
W XVIII wieku zamurowano częściowo okna i empory. W 1802 roku po zajęciu Kolonii przez wojska francuskie klasztor został poddany sekularyzacji, a kościół stał się parafią. W dobie romantyzmu kościół został odrestaurowany, a podczas prac renowacyjnych odsłonięto zamurowane w okresie baroku elementy średniowiecznej architektury, w tym arkady empor, i usunięto barokowy ołtarz główny, eksponując pozostałości gotyckiego. Do dziś zachował się XIV-wieczny stół ołtarza. 
Podczas II wojny światowej kościół uległ poważnym zniszczeniom. Złota Komnata ocalała wraz z najcenniejszymi relikwiarzami, które ewakuowano przed bombardowaniami. Podczas odbudowy przywrócono średniowieczny układ przestrzenny, wyburzając dobudowane do nawy poprzecznej zniszczone kaplice z XVII stulecia. W miejscu zniszczonych gotyckich sklepień transeptu i nawy głównej wzniesiono stropy. W 1974 roku w północnej części masywu zachodniego otwarto skarbiec. Część dawnego wystroju powróciła na dawne miejsce.

## Architektura
Kościół Świętej Urszuli jest trójprzęsłową, trójnawową bazyliką emporową. Od zachodu mieści się potężny masyw wieżowy z przedsionkiem, dawnym chórem zakonnym oraz dwoma aneksami po bokach. Od strony południowej kolejna nawa podzielona na dwie części, mieszcząca kaplicę NMP oraz Złotą Komnatę. Z pierwotnego transeptu zachowało się północne ramię i część południowego. Od wschodniej strony obu ramion transeptu znajdują się zrekonstruowane romańskie absydy. 
Wschodnią część kościoła tworzy wydzielone trójprzęsłowe, zamknięte poligonalnie (5/8 boków) prezbiterium. Prezbiterium nakryte jest sklepieniem krzyżowo-żebrowym, wsparte na służkach przylegających do częściowo ukrytych w ścianach filarów wiązkowych. Wysmukłe służki i kolumienki są zwieńczone kapitelami z dekoracją roślinną. Kapitele zdobią także filary arkad obramujących okna. Prezbiterium charakteryzuje się diafanicznością, daleko posuniętą redukcją ścian na rzecz okien. Trójprzęsłowy korpus nawowy jest romański. Elewacje nawy głównej podzielone są na trzy strefy: arkad międzynawowych, arkad empor oraz okien. Arkady międzynawowe wsparte są na masywnych, kwadratowych filarach, natomiast na wysokości empor i okien występuje trójpodział. W strefie empor w ślepą arkadę wpisane są potrójne arkady wsparte na filarach z kapitelami kostkowymi. Okna flankują płytkie wnęki. Dawne gotyckie sklepienie krzyżowo-żebrowe nawy głównej zostało po 1945 roku zastąpione prostym stropem. Ściany podzielone są na przęsła za pomocą lizen, powyżej których znajdują się potrójne gotyckie kapitele i służki, także zwieńczone kapitelami. Pomiędzy masywem wieżowym a korpusem nawowym mieści się przęsło chórowe. Chór zakonnic znajduje się na wysokości pierwszej kondygnacji, obejmuje on pomieszczenie w masywie zachodnim oraz emporę, jest zintegrowany za pomocą arkad z emporami ponad nawami bocznymi. Poniżej trójprzęsłowy przedsionek nakryty sklepieniem krzyżowo-kolebkowym wspartym na kolumnach z kapitelami kostkowymi. Na osi parzystych arkad empory bliźniacze filary. Empory i nawy boczne nakryte są sklepieniami krzyżowo-kolebkowymi i gurtami wspartymi na półfilarach z kapitelami kostkowymi, które przylegają do lizen oddzielających poszczególne przęsła. Na zewnątrz prezbiterium opięte jest masywnymi przyporami, pomiędzy nimi mieszczą się okna. 
Ściany nawy głównej zdobią lizeny oraz ciągi arkad, część z nich mieści okna. Elewacja nawy północnej ma okrągłe okna, zaś kaplica NMP i Złota Komnata ostrołukowe z dekoracją maswerkową. Elewacja zachodnia jest surowa, zdobi ją kilkukondygnacyjna wieża z potrójnymi blendami oraz biforiami w najwyższej kondygnacji. Wieżę wieńczy hełm z latarnią, wokół której znajduje się balustrada. Na wierzchołku mieści się ażurowa, stylizowana korona.

## Wystrój wnętrza
Kościół św. Urszuli ma wystrój ściśle podporządkowany kultowi Jedenastu Męczennic. Obok Trzech Króli i świętego Gereona są one głównymi patronkami Kolonii. Tradycja mówi natomiast o Jedenastu Tysiącach Dziewic. Tak wielka ilość towarzyszek Urszuli jest interpretowana jako pomyłka w tłumaczeniu łacińskiego skrótu XI M V, gdzie M tłumaczone było jako milia (tysiące), a nie martyres (męczennice). W ikonografii średniowiecznej utrwaliła się jednak tradycja o Jedenastu Męczennicach, z których jedną była święta Urszula. W dolnej części znanego od średniowiecza herbu Kolonii znajduje się jedenaście płomieni nawiązujących do historii patronki miasta. Z drugiej strony, za dowód istnienia Jedenastu Tysięcy Dziewic uznawano liczne relikwie szczątków zmarłych kobiet, które zostały wykopane na terenie Ager Ursulanus. Obszar ten, a co za tym idzie – wszyscy tam pochowani byli objęci kultem na terenie całej Europy, co poświadczają m.in. liczne patrocinia. Stąd też do dziś współistnieją dwie wersje na temat liczby świętych dziewic. Znaczna część relikwii z Ager Ursulanum znajduje się do dziś w kościele i przylegającej do niego Złotej Komnaty, część z nich została przekazana do kościołów na terenie Kolonii i Europy Łacińskiej. 
Relikwie były umieszczane nie tylko w przygotowywanych do tego relikwiarzach, ale także zamurowywane, przez co cała świątynia jest swego rodzaju wielkim relikwiarzem kolońskich męczennic. Szczątki świętej Urszuli zostały rozdzielone i pochowane w XIII-wiecznym relikwiarzu ustawionym na gotyckim ołtarzu, barokowym nagrobku tumbowym z 1659 roku, usytuowanym w północnym ramieniu transeptu, natomiast czaszka mieści się w osobnym relikwiarzu położonym pod obecnym stołem ołtarzowym. Cennym przykładem ikonografii patronek świątyni jest kamienny, gotycki ołtarz główny, składający się z mensy i niewysokiego retabulum z jedenastoma trójlistnymi i ostrołukowymi arkadami zwieńczonymi trójkątnymi wimpergami ze stylizowanymi wieżyczkami. W obrębie każdej wieżyczki znajdują się płaskorzeźbione monochromatyczne wizerunki świętych dziewic. Urszula, przedstawiona pośrodku, w sposób symboliczny okazuje wstawiennictwo poprzez okrycie płaszczem kilku przedstawicieli ludu. Nawiązujący do przedstawienia „Madonny z płaszczem ochronnym” (Schutzmantelmadonna, Mater Misericordiae) typ ikonograficzny świętej Urszuli znalazł swoje odbicie w monumentalnej figurze umieszczonej przy filarze kaplicy NMP. 
Poniżej okien prezbiterium znajduje się liczący 24 obrazy cykl ukazujący epizody z życia patronki i jej towarzyszek, namalowany przez nieznanego kolońskiego mistrza około 1456 roku. W przedsionku fragmenty malowideł ściennych, m.in. wizerunki apostołów z XIII wieku oraz XV-wieczne przedstawienie Chrystusa w tłoczni mistycznej. 

## Kaplica NMP i Złota Komnata
Kaplica NMP i Złota Komnata (Goldene Kammer) umiejscowione są w osobnej nawie dobudowanej w XV wieku do nawy południowej. Kaplica NMP jest oddzielona od nawy arkadami, zaś Złota Komnata powstała w wyniku wyodrębnienia od reszty dwóch zachodnich przęseł. Złota Komnata stanowi repozytorium na relikwie świętych Dziewic, których część została umieszczona w relikwiarzach, umieszczonych w ozdobnych, pozłacanych szafkach (stąd nazwa kaplicy) ze specjalnymi wnękami. Pomiędzy przegródkami szafek mieszczą się także liczne czaszki okryte przezroczystymi tkaninami. Po stronie wschodniej znajduje się ołtarz, którego nastawa mieści również repozytorium na relikwie. Spośród licznych relikwiarzy hermowych zachowało się kilka gotyckich z XIV wieku. Są to pełnoplastyczne, rzeźbione z drewna popiersia kobiet o lekko uśmiechniętych twarzach i długich rozpuszczonych włosach. Niektóre z nich wykonują gesty modlitewne. Ponadto w zbiorach Złotej Komnaty znajdują się relikwie nieznanych świętych mężczyzn przechowywane w  kilku gotyckich hermach o męskich twarzach. Część relikwiarzy znajduje się także na szafkach, bezpośrednio przy ścianach, które są gęsto pokryte kośćmi i innego rodzaju szczątkami ciał wydobytych w rejonie kościoła.

## Dzwony
Sześć dzwonów zostało odlanych przez Hansa Hüeskera w ludwisarni Petit & Gebr. Edelbrock w Gescher w 1962 roku. Ponadto w wieży mieści się carillon wykonany przez holenderskie przedsiębiorstwo Eijsbouts (Asten). W każdy piątek o godzinie 15:00 dzwon Marienglocke upamiętnia śmierć krzyżową Chrystusa. Na Anioł Pański i o godzinie 18:00 ten sam dzwon trzykrotnie wybija czas, potem bije najmniejszy dzwon. Podczas najważniejszych uroczystości kościelnych można usłyszeć głos całego kompletu dzwonów. 
| Lp. | Nazwa          | Ø (mm) | Cięzar (kg) | Dźwięk (16tel) |
| 1   | Ursula         | 1792   | 3500        | a0 +3          |
| 2   | Maria          | 1506   | 2100        | c1 +3          |
| 3   | Cunibertus     | 1340   | 1400        |                |
| 4   | Henricus       | 1140   | 940         | f1 +2          |
| 5   | Hermann Joseph | 1010   | 650         | g1 +3          |
| 6   | Hedwig         | 900    | 430         | a1 +3          |